# Красный Брод (Могилёвская область)
Красный Брод (бел. Красны Брод) — хутор в составе Вишнёвского сельсовета Бобруйского района Могилёвской области Белоруссии.

## Население
- 1999 год — 3 человека
- 2010 год — 4 человека